# クリス・コルファー
クリストファー・ポール・コルファー（英語: Christopher Paul "Chris" Colfer、1990年5月27日 - ）はアメリカ合衆国出身の俳優、歌手、脚本家、作家である。米国フォックス放送で放送されたTVドラマ『glee/グリー』のカート・ハメル役で知られる。身長178cm。

## キャリア
『glee/グリー』が初めてのテレビ出演作である。もともとはアーティ役でオーディションを受けたが、コルファーの個性を見込んだ制作サイドが、彼のためにカートという役柄を新たに用意した。同役での演技が高く評価され、2011年の第68回ゴールデングローブ賞において最優秀助演男優賞（ミニシリーズ/テレビ映画部門）を受賞した。
同年に米国タイム誌の「世界で最も影響力のある100人」に選出される。
カート役では2013年、2014年、2015年と３年連続でピープルズ・チョイス・アワードの「TVコメディ俳優賞」を獲得するなど人気を博した。
『glee/グリー』出演中に、ディズニー・チャンネルで放送されたドラマ『ザ・リトル・レフトオーバー・ウィッチ』の脚本も手掛けている。
2012年公開のコメディ映画『ストラック・バイ・ライトニング』で主演と脚本をつとめ、本格的なスクリーンデビューを飾った。
また米出版社リトル・ブラウン・ブックスと2冊の小説を出版する契約を結び、2012年夏に処女作となる児童向けファンタジー小説「ザ・ランド・オブ・ストーリーズ:ザ・ウィッシング・スペル」で小説家デビューした。2012年には続編となる「ザ・ランド・オブ・ストーリーズ:ザ・エンチャントレス・リターンズ」も出版し、共にニューヨーク・タイムズ紙のベストセラーにランクインしている。「ザ・ランド・オブ・ストーリーズ」シリーズの第3弾と4弾は、2014年と2015年に発売。さらにシリーズ1巻目にインスパイアされた絵本「ザ・カーヴィー・ツリー」も出版も。イラストはブランドン・ドーマンが手掛けた。
「ザ・ランド・オブ・ストーリーズ」シリーズは、日本語訳が2018年7月より発売予定（出版元は株式会社平凡社）。全６巻。第１巻の邦題は『ザ・ランド・オブ・ストーリーズ　願いをかなえる呪文』。

## 私生活
同性愛者であることを公表しており、両親はそのことを受け入れている。土地柄などから、学生時代はそのことを公言できずにいたが、学校では頻繁にいじめにあっていたとのことである。
高校では弁論部に所属し、3度の優勝実績を持つ。最高学年時に『スウィーニー・トッド』の登場人物の性別を逆転させたパロディ「シャーリー・トッド」の脚本と監督をつとめた。

## 出演作
| 年        | タイトル            | 役名                                       | 備考       |
| --------- | ------------------- | ------------------------------------------ | ---------- |
| 2009-2015 | glee/グリー Glee    | カート・ハメル                             |            |
| 2010      | Marmaduke           | Drama Dog #2, Shrooms Dog #1, Beach Dog #4 | 声の出演   |
| 2012      | Struck by Lightning | カーソン                                   | 主演・脚本 |
| 2015      | Noel                | ノエル・カワード                           |            |

## 外部サイト
- クリス・コルファー - IMDb（英語）
- クリス・コルファー (@chriscolfer) - X